# Ditaxis montevidensis
Ditaxis montevidensis là một loài thực vật có hoa trong họ Đại kích. Loài này được (Didr.) Pax mô tả khoa học đầu tiên năm 1890.